# 圣伯多禄圣保禄堂 (伊斯坦布尔)
圣伯多禄圣保禄堂（土耳其語：Sen Pier ve Sen Paul Kilisesi）是一座罗马天主教教堂，位于土耳其伊斯坦布尔贝伊奥卢区的卡拉柯伊街区（旧名加拉达），在历史上颇为重要。该堂的圣母像原本在克里米亚卡法的一座多明我会教堂。目前的建筑系19世纪由福萨蒂兄弟重建（1841年至1843年）。

## 历史
1475年，穆罕默德二世苏丹将加拉达多明我会的圣保禄堂改为清真寺（今阿拉伯清真寺）。1476年，修士们搬到东面200米处 一所威尼斯贵族安杰洛扎卡里亚拥有的房屋内，内有一所供奉圣伯多禄圣保禄的小堂。1535年4月20日，老扎卡里亚把该房屋让给多明我会，条件是他们每周为他本人和他父母的灵魂做一次弥撒。1603至1604年，小堂改建为一个更大的教堂带修道院 1608年，该建筑被置于法国国王的保护之下，同时每年也得到威尼斯共和国的补贴。
1640年，位于城墙内的多明我会君士坦丁堡圣母堂被改成一座清真寺，这里的一幅圣母像(原本在克里米亚卡法）迁到圣伯多禄圣保禄堂。1660年，教堂和修道院烧毁（除了圣像可能被救出），根据法律土地交还给奥斯曼政府。尽管如此，由于欧洲列强的帮助，1702年又兴建一个新的教堂。。自1706年后，由于多明我会拒绝交出圣母像，威尼斯共和国不再支付补贴给该堂。那些年里，圣像被部分重新粉刷（绣上现在的法国百合花饰），只有脸和胸部都可能是原来的。1731年加拉塔大火期间教堂再次烧毁，用木材重建。从1841年到1843年，瑞士意大利人加斯帕雷·福萨蒂和朱塞佩·福萨蒂兄弟兴建目前的建筑。
圣伯多禄圣保禄堂是贝伊奥卢区的三个拉丁基督徒堂区之一，另外两个是圣安多尼主教座堂和Saint Mary Draperis。堂区管辖范围加拉塔的下部，该区通常是定居在这座城市的欧洲移民的第一个住所。 因此，该堂区的出生，结婚和死亡登记簿代表反映18世纪和19世纪移民潮的宝贵历史资源。该堂现在服务于当地马耳他人，弥撒使用意大利语。

## 建筑
该堂为巴西利卡式样，有四个侧祭台。。唱经楼上面的圆顶是天蓝色的，上面点缀着金色的星星。 该堂的后墙并入加拉达的一段热那亚老防御墙。 堂内有几位圣徒遗骨：圣雷纳图斯（在加拉塔的地下墓穴发现）、圣多默、圣多明我和圣伯多禄圣保禄。 教堂的入口是一狭窄小巷，两侧高墙刻有雕塑和墓碑，其中大多数是意大利文. 更多的坟墓在教堂的地穴。